# 히노 레이
히노 레이(火野 レイ, 한국명: 비키/이화아)는 타케우치 나오코의 만화작품 《미소녀전사 세일러문》에 등장하는 가공의 인물이다.
애니메이션에서 목소리를 연기한 성우는 일본판은 토미자와 미치에와 사토 리나(Crystal)이며 한국판은 1994년 비디오판은 이진화, 1997년~98년에 한국방송 방영판은 서혜정, 2012년~16년 대원방송 재더빙판은 정유미가 연기했다. 실사판에서는 키타가와 케이코가 연기했다.

## 인물
원작 만화와 실사판과 Crystal에서는 3화, TV 애니메이션에서는 10화<저주받은 버스! 불꽃의 전사 마스 등장>부터 등장한다.
윤기나는 검고 긴 생머리가 특징인 쿨하고 당당한 성격의 소녀.
평소에는 사립 T.A 여학원에 다닌다. 할아버지는 현재 그녀가 살고 있는 신사의 당주이고, 아버지는 정치인이다. 어머니는 일찍 여의고 기독교 묘지에 묻혀 있다. 집이 신사이기에 집에 있을 때에는 무녀 복장을 하고 있다. 이 신사의 명칭은 히카와 신사(火川神社)이다. 포보스와 데이모스라는 이름의 까마귀를 신사에서 기르고 있다. 타고난 강한 영감을 가지고 있어 앞으로 다가오는 위기를 예측할 수 있으며, 불의 힘을 이용한 운세나 주술이 특기이다.

### 원작과 TV 애니메이션의 차이점
애니메이션과 원작 만화에서의 성격의 차이가 다른 캐릭터에 비하여 현저하다. 우사기를 부를 때의 호칭이 원작에서는 '우사기쨩'에서 '우사기', 애니메이션에서는 '츠키노상'에서 '우사기'. (TV 애니메이션에서만 '바보 우사기(バカうさ)', '덜렁이 우사기(ドジうさぎ)'등의 놀림조로 말할 때도 있다. 실사판에서는 원작의 설정이 사용되고 있다.
원작만화 & 실사판 & 애니메이션 <Crystal>의 설정
덤벙대는 우사기나 미나코와는 노선을 달리하며 항상 단호하고 냉정하며 고고하고 침착한 태도를 유지하는, 이른바 쿨뷰티 타입. 또한 남자를 싫어한다(정확히 말하자면 ‘남자를 싫어한다’기 보다는 ‘사랑을 하지 않는다’고 정해놓은 것이라, 남성에 대해 생리적 혐오를 품고 있는 것은 아니다. 그녀가 그렇게 마음을 먹기에 이른 경위는 원작 번외편인 〈카사블랑카의 추억〉에서 그려져 있다.). 코믹스(신장판) 제13권에 수록된 외전 〈레이와 미나코의 여학교 배틀〉에서는 “남자는 바보 같다고 생각한다”, TV는 “시끄럽고 시시해서(안 본다)”는 식으로 발언하는 등 쿨하고 담백한 성격. 실사판에서도 원작과 같이 침착함을 유지하고 있으나, 우사기를 대함에 있어 무언가 한 마디씩 던지며 언니처럼 잔소리를 하는 면이나, 사람 사귐이 서투른 점 등이 공통적으로 나타나고 있다. 애니메이션 <Crystal>에서 역시 원작처럼 침착하나, 까칠하거나 심술궂은 면은 보이지않으며 이중에서도 가장 어른스럽고 고고한 성격으로 그려진다.
TV 애니메이션의 설정
괄괄하고 조금 심술궃은 성격이 강조되어있으며 우사기와 말싸움을 관행처럼 일으키며, 우사기처럼 유행에 민감하고 잘생긴 사람을 좋아하는 푼수 캐릭터로, 기본적으로 원작의 차분한 성격과는 크게 대조적이다. 등장 초기에는 턱시도 가면에 대해 우사기와 똑같이 호의적인 태도를 나타내고 있으며, 또 다른 호의를 가진 남성에 대해서도 적극적으로 대쉬하는 등, 남성에 대해서 적극적인 자세가 현저히 나타남을 알 수 있다. 또한, 애니메이션 스튜디오 견학 장면이 등장하는 에피소드 등에서는 오타쿠로서의 언동을 하고 있었다. 그렇긴해도 기본적으로 화끈하고 야무진 성격이며, 불꽃의 전사답게 정열적인 성격으로, 심술궂은 말도 곧잘 하나 실은 가장 친구를 생각하는 타입이다. 그 때문에 다이몬이 그녀의 '순수한 마음'을 노리는 일도 있었다.

## 세일러 마스
화성을 수호성으로 삼는 불꽃과 정열의 전사.
세일러 전사로 변신한 후에도 전투에 부적을 써서 상대의 움직임을 막는다. 유명한 대사로는 「하이힐로 벌하겠다!(원작)」「화성을 대신하여 징계하겠어!(애니메이션)」「악령퇴산」등이 있다. 원작 제3기의 등장대사는 「불꽃의 별! 화성을 수호성으로 삼는 전투의 전사! 세일러 마스 등장!」이다. 이미지 칼라는 붉은색.
제4부 원작에서는 화성의 프린세스로서 포보스, 데이모스 캐슬이라는 성을 가지고 있다.
비고
등장 초기부터 전투를 주로 담당하는 식으로 그려져 있어서 세일러 쥬피터와 나란히 그녀의 높은 공격력을 강조하는 전투 장면이 많았으나, R 이후에서는 전투 장면에 있어서도 개그적 색이 짙어지는 바람에 높은 전투력을 살린 장면이 그려지지 못했다는 것이 아쉬운 점으로 남는다.
애니메이션 판의 등장 대사 「화성을 대신하여 징계하겠어!」는, 원작판이 너무도 자극적이었기에 「아니메쥬」의 일반 공모에서 결정된 대사다（머큐리의 「물이라도 뒤집어쓰고 반성하세요!」도 이 때의 공모작). 다만 당선작은「~징계하니라!」였으나 완성작에서는 「～징계하겠어!」가 되었다.
세일러 마스의 특질은 주로 중국에서 「화성」의 오행인 「화(火)」에서 착안하고 있다. 마스＝로마 신화의 마르스, 그리스 신화의 아레스는 일반적으로 전투의 신으로 여겨지나, 화성 그 자체나 신화의 마르스・아레스로부터 따왔다고 여겨지는 성질은, 두 마리의 까마귀 포보스・데이모스를 기르고 있다는 점과, 높은 공격력이 있다. 「플레임 스나이퍼」는 마스 애로우(불꽃의 화살)을 쏘는 기술이나, SuperS 이후의 활과 화살을 연상시키는 문장은 원래 방패와 창으로 이루어지는 화성의 문장(행성기호)에 독자적 어레인지를 더한 창작이다. 한편, 「버닝 만다라」는 명백히 변신전의 레이의 무녀라는 특질과 만다라로부터 따온 것이다.

### 신분
- T.A 여학교 학생
- 히카와 신사 무녀
- 세일러 마스

### 아이템
- 변신 펜
- 부적
  - 정신을 통일하는 단어를 외우며,「악령퇴산」이라는 문자가 적힌 부적을 상대에게 날려 빙의한 사악한 요마를 퇴치한다. 또는 카드처럼 던지거나, 움직이려 하는 인간의 발을 묶는 등 용도는 다수. 원작 번외편에서는 비너스도 무단도용하고 있었다.
- 새빨간 보석 브로치(원작, 실사판)
  - 세일러 마스의 허리에 달려 있는 빨간 보석 브로치.
- 스타 파워 스틱(원작 제2기, 애니메이션 R 중기~SuperS 초기)
- 플래닛 립 롯드(원작 제3기)
- 크리스탈 체인지 롯드(애니메이션 SuperS 중기 이후）
- 마스 크리스탈(원작)
  - 원작의 데드문 편에서 포보스와 데이모스로부터 받은 수호석. 이것으로 인하여 레이는 파워 업했다.
- 마스 애로우(원작)
- 변신 휴대전화 텔레티아S(실사판)
- 은 팔찌(실사판)
- 쥬얼리 스타 브레스릿(실사판)
  - 실사판의 변신 아이템. 중앙의 보석은 빨간색.
- 세일러 스타 탬버린(실사판)
- 마스 댁거스(실사판)
  - 실사판 최종화에 나오는 마스의 단도형 무기
- 스타 시드

### 변신주문
- 마스 파워 메이크 업!{한국어 더빙판(KBS):불꽃(마스)의 요정이여.빛으로 얍!}
- 마스 스타 파워 메이크 업!
- 마스 플래닛 파워 메이크 업!(원작 제3기)
- 마스 크리스탈 파워 메이크 업!

### 공격주문
- 파이어 소울(애니메이션 제1기부터)
- 파이어 소울 버드(애니메이션 제2기)
- 버닝 만다라(원작만화, 애니메이션, 실사판 전부 등장. 실사판 외에는 제2기부터)
- 마스 플레임 스나이퍼(제4기부터)
- 마스 스네이크 파이어(원작 제3기)
- 악령퇴산(원작만화, 애니메이션, 실사판 전부 등장. 제1기 이후)
- 요마퇴산(실사판)

## 기타
- KBS 방영 당시에는 일색이 짙은 관계로 편집되거나 에피소드 자체가 미방영되는 경우가 많았으나 대원방송계에서 방영시에는 무삭제 방송인 관계로 편집당하거나 에피소드가 미방영되는 일이 없게 되었다.
- 신세기 에반게리온의 등장하는 아야나미 레이의 이름의 모델이다.[3]

## 같이 보기
- 마르스
- 불카누스